# Zusamaltheim
Zusamaltheim is een plaats in de Duitse deelstaat Beieren, en maakt deel uit van het Landkreis Dillingen an der Donau.
Zusamaltheim telt 1.231 inwoners.

## Geboren
- Johann Deisenhofer (1943), biochemicus en Nobelprijswinnaar (1988)

Aislingen ·
Bachhagel ·
Bächingen an der Brenz ·
Binswangen ·
Bissingen ·
Blindheim ·
Buttenwiesen ·
Dillingen an der Donau ·
Finningen ·
Glött ·
Gundelfingen an der Donau ·
Haunsheim ·
Höchstädt an der Donau ·
Holzheim ·
Laugna ·
Lauingen (Donau) ·
Lutzingen ·
Medlingen ·
Mödingen ·
Schwenningen ·
Syrgenstein ·
Villenbach ·
Wertingen ·
Wittislingen ·
Ziertheim ·
Zöschingen ·
Zusamaltheim